# ميشو بلير
إدوارد ميشو بلير (3 نوفمبر 1857 - 13 مايو 1930)، هو
مستكشف وجاسوس وسوسيولوجي فرنسي يُعتبر ميشو بلير من بين أهم أعلام السوسيولوجيا الكولونيالية، سواء على المستوى النظري، أو الميداني.
ولد ميشو بلير سنة 1857 بمدينة روان شمال غرب فرنسا، واستقر بالمغرب منذ سنة 1884، وتحديداً بمدينة القصر الكبير التي مكث بها إلى حدود سنة 1894، حيث كان يضطلع بمهام الموظف القنصلي لفرنسا. وعند تأسيس البعثة العلمية الفرنسية بطنجة، أصبح عمودها الفقري وركيزتها الأساسية إلى جانب رفيقه جورج سالمون. وقد ظل مستقراً بهذه المدينة إلى غاية سنة 1925 تاريخ تعيينه من طرف الإقامة العامة الفرنسية مستشاراً في الشؤون الأهلية، حيث استقر بمدينة سلا وبقي هناك إلى تاريخ وفاته سنة 1930.
لقد كان ميشو بلير إضافة لذلك، أول من انتبه ودعا إلى توظيف الثنائية: العرب/البربر، وهي الثنائية التي استندت عليها الحماية لدعم تغلغلها، وتلك الأطروحة عرفت أوج تبلورها مع صدور الظهير البربري سنة 1930، كوسيلة للهيمنة الكولونيالية.

## وفاته
توفي يوم 13 مايو 1930.

## من مؤلفاته
- ميشو بلار شارك في تأليف وتنسيق عدة دراسات حول المدن والقبائل المغربية نشرت من سنة 1914 إلى 1930 في ثمانية مجلدات تحت عنوان «مدن وقبائل المغرب» (villes et tribus du maroc).[6]

● مدن وقبائل المغرب.
● الأرشيفات المغربية.
● الأرشيفات البربرية.
● مجلّة العالم الإسلامي.